# M551 셰리든
M551 셰리든(M551 Sheridan)은 미국에 의해 개발된 경전차로, 미국 남북전쟁의 영웅 필립 셰리든(Philip Sheridan) 장군의 이름을 따 명명되었다. 이 전차는 공중 낙하와 수상 도하가 가능하도록 설계되었고, 'MGM-51 셜렐라(Shillelagh)' 대포 발사 미사일 시스템으로 무장되었다. 1966년에 생산이 시작되었고, 1967년에 미국 육군에 도입되었다. 당시 베트남 주둔 미군 사령관이었던 크레이튼 에이브람스 장군의 독촉 속에서  M551 전차는 1969년 1월, 베트남 전장으로 급히 수송되었다. 현재는 은퇴했지만, 베트남 전쟁에서는 광범위한 전투에 참가했고, 파나마 침공과 이라크 걸프 전쟁에 제한적으로 투입되었다.
M551 전차가 도입되었던 1960년대는, 미국 육군은 더 이상 제2차 세계 대전 때 같은 중전차, 경전차의 구분을 사용하지 않았다. 미군은 주력 전차로서 전투의 여러 역할을 수행하게 하였다. 새로운 정책에서 M551은 경전차로 분류될 수 없었고, "장갑 장착/공수 습격 차량"으로 언급되었다.

## 개발
제2차 세계 대전 직후, 미육군은 전시에 영국이 설계한 76 mm포를 탑재한 M41 워커불독을 도입하여 경전차의 역할을 담당하게 하였다. 하지만, 이 25톤 전차는 경전차로서는 너무 무거웠고, 항속거리가 짧았다. 동일한 포를 탑재한 더 가벼운 전차의 제작이 시작되어, T-71과 T-92의 설계가 시험되었다. 19톤 T-92의 두가지 형태가 후에 주문되었다. 시험 단계에서, 새로운 소련의 PT-76 전차가 등장하였다. PT-76은 수륙양용이었고, 곧 미국의 경전차도 원활한 수상 작전이 가능하도록 요구되었다. T-92 전차로는 개장되기 어려워, XM551의 완전히 새로운 설계가 시작되었다.
더욱 가벼운 중량의 필요성은 설계를 특히 어렵게 하였다. 적절한 거리에서 현대식 전차에 대항할 수 있는 대포는 경전차가 싣고 다니기에는 너무 크고 무거웠다. 통상의 관통탄 대신 HEAT탄 사용을 생각할 수 있었지만, HEAT탄은 대구경에 알맞았다. 대포의 무게는 전형적으로 구경과 포구속도에 의해 결정되는데, XM551의 경우는 후자를 희생시켜 152 mm포에 매우 낮은 포구속도를 갖는 'M81'을 만들게 되었다.
M81은 X551이 대부분의 전차에 대응할 수 있게 하였으나, 이는 낮은 속도의 포탄 때문에 매우 가까운 거리에서만 가능한 것이었다. 전차는 장거리에서 공격에 취약했지만, 이 문제는 대포로 발사되는 대전차 미사일을 장착함으로써 해결될 수 있었다. ATGM을 장착한 차량은 이미 미군에서 운용중이었지만, 이러한 차량들은 보병을 지원하는 역할로는 화력에 한계가 있었고, 차량 내부에서 재장전이 되지 않았다. XM551은 양쪽 모두에 적격이어서, 보병 지원으로 대구경의 화력과 산탄을 발사할 수 있었고, 단거리에서는 동일한 대포로 전차를 공격할 수도 있었다.
셜렐라(Shillelagh) 미사일은 위험부담이 큰 것으로 인식되었으나, XM551에 사용될 수 있다면 가장 큰 전차라도 매우 먼 거리에서 대응할 수 있게 되는 것이었다. 베트남전에서는, 포격은 종종 섬세한 전자장비에 좋지 않은 영향을 주었고, 당시의 반도체는 초기 과도기에 있었다. 이 때문에, 미사일과 유도장치는 베트남에서 배치되는 차량에서 제외되었다. 실제로, 이 고가의 미사일은 88,000대가 생산되었으나 제대로 쓰이지 못하였다.
전차를 탑재하도록 설계된 차체는 알루미늄 장갑의 다용도 궤도 차량에 기반하였는데, 300마력의 디젤 엔진으로 동력이 공급되었다. XM551은 출력대 중량비가 우수했으며, 당시 궤도 차량으로서는 유례가 없는 시속 72 km로 달릴 수도 있었다. 어쨌거나 이 차량은 소음이 매우 심하고 전시 상황에서 신뢰할 수 없었다.
방호력은 중기관총은 정면에서 막을 정도였지만 RPG(휴대용 대전차포)에 명중되면 적재된 주포의 화약이 폭발하여 좀처럼 탈출하기 어려운 승무원들이 위험해질 수 있었다. 또한, 전차는 M113과는 달리 지뢰에 취약했다.

## 제작
1966년부터 제작이 시작되었고, 1968년부터 도입되었다. 1966년 ~ 1970년에 1,562대가 제작되었다.

## 변형 모델

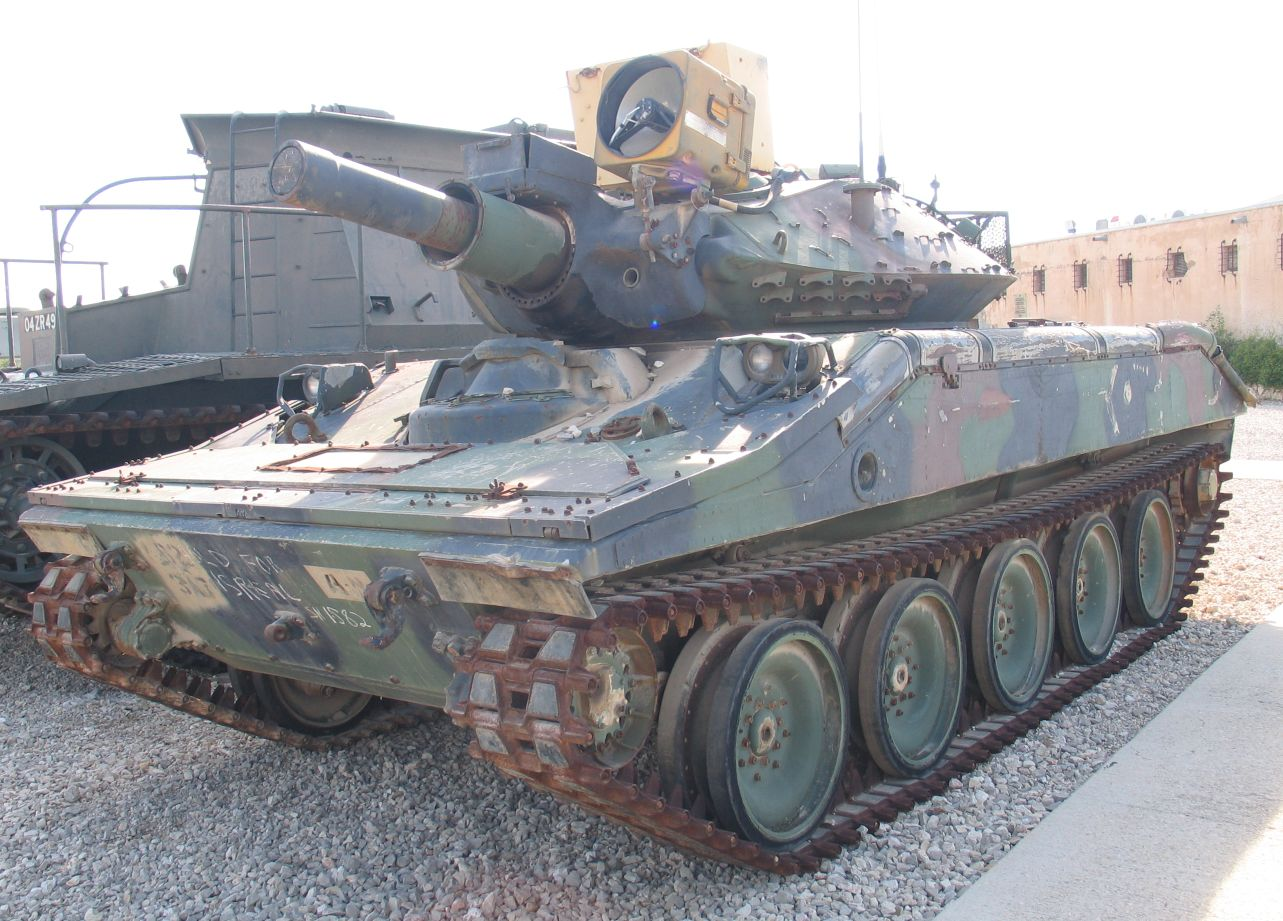
이스라엘 박물관의 M551

- XM551/M551: M551은 초기 생산형으로, 1967년에 생산을 시작하였다. XM551은 1965년에 생산된 생산 전단계 모델이다.
  - "Two Box" M551: 셜렐라 미사일의 명백한 결점으로, 두 개의 유도장치와 발사통제장치를 제외한 미사일 시스템이 제거되었다. 늘어난 내부 공간에는 두 개의 상자, 7.62x51mm NATO 동축 기관총과 12.7×99mm BMG (.50 cal)로 채웠다.
- M551A1: M551에 AN/VVG-1 레이저 거리측정기를 장착하였다.
  - M551A1 TTS: M60A3 TTS에 사용된 것과 유사한 열영상 장비를 장착하였다. 이는 이후에 M551A1의 표준이 되었다.
- M551 NTC: 국립 훈련 센터(National traning center)에서 M551 차체에 소련/바르샤바군의 형상을 닮은 훈련용 가상 적군 차량을 운용하였다. 시각적으로 변형되었다는 의미로 '비즈모드(vismod)'라 불리기도 하였다. 이들은 M113과 M1 에이브람스로 대체되었다.

## 같이 보기
- M60 전차